# 洞院愔子
洞院愔子（とういん いんし、藤原愔子，1246年—1329年10月1日），鎌倉時代女性。後深草天皇後宮，伏見天皇生母，女院。父从一位左大臣洞院实雄。女院号玄輝門院（げんきもんいん）。法名自性智。

## 生平
宽元4年（1246年）洞院愔子出生。入後深草天皇的後宮，文永2年（1265年）生伏見天皇，文永4年（1267年）生性仁法親王，文永9年（1272年）生久子内親王（永陽門院）。弘安3年（1280年），叙任从三位。正应元年（1288年）准三宮、院号宣下。正应4年（1291年）出家，号自性智。元德元年八月三十日（1329年10月1日），洞院愔子以84岁薨。